# 津村利光
津村 利光（つむら としみつ、1898年8月9日 - 1989年10月3日）は、昭和期の機械工学者である。専門は材料力学。

## 経歴
- 1898年生まれ、神戸川崎造船所、1919 東京高等工業機械科卒 1922高等工業講師 神奈川大学教授、1968年3月18日～1968年11月30日神奈川大学学長を歴任。[3]

## 受賞
- 第17回 (昭和57年度) 日本科学技術情報センター丹羽賞

## 著作・論文・文献
- 日本機械学會論文集-高圧力下における摩擦係数
- 直径方向に荷重をうける円環の応力
- 焼入低炭素鋼の引張強さの分散について 津村 利光, 米谷 茂共著
- ボルト･ナット結合体のゆるみ機構-2- /神奈川大学工学部 佐藤進 ; 津村利光 ; 落合勝治 / 1977年
- ボルトの高速衝撃引張破壊の挙動 神奈川大学工学部 津村 利光,宮田 忠治 共著 社団法人日本材料学会「材料」1973年